# Peter Sauber
Peter Sauber (ur. 13 października 1943 w Zurychu) – główny twórca i szef zespołu Sauber. Z wykształcenia elektryk. Żonaty od 1965 roku z 
Christiane. Ma dwóch synów, Philippa i Alexa.
W 1970 założył on zespół Sauber, który produkował samochody przystosowane do wyścigów górskich. W 1970 Peter Sauber został mistrzem Szwajcarii, jednak zaraz po tym triumfie zrezygnował z kariery kierowcy wyścigowego, gdyż urodził mu się pierwszy syn. Później jednak Sauber wrócił do wyścigów, tyle że zajął się wyścigami Formuły 1. Zespół prowadzony w pełni przez Szwajcara funkcjonował do 2005 roku, ponieważ później koncern BMW zakupił 80% udziałów zespołu, przekształcając go w BMW Sauber. 29 lipca 2009 BMW ogłosiło, iż po zakończeniu sezonu 2009 wycofa się z Formuły 1. Pierwotnie większość udziałów w zespole miała zostać sprzedana spółce Qadbak Investments. Ostatecznie do transakcji nie doszło, po czym BMW zdecydowało się na odsprzedanie zespołu Peterowi Sauberowi.